# Daniel Ménager
Daniel Ménager, est un critique, essayiste et  professeur de littérature française, né le 23 octobre 1936 à Lille  et mort le 15 août 2020 à Rueil-Malmaison. Spécialiste de la Renaissance, il a rédigé des centaines d'articles, dirigé la publication de nombreux ouvrages de critique (sur le genre pastoral, le rire, la diplomatie, la théologie...), d'histoire littéraire, enfin de biographies savantes (Rabelais, Ronsard, Érasme...), en gardant à cœur de s'impliquer dans l'écriture d'ouvrages scolaires de qualité (Rabelais en toutes lettres chez Bordas, etc.).

## Biographie
Ancien élève de l'École normale supérieure, agrégé de lettres classiques et docteur d'État, Daniel Ménager fut professeur de littérature française du XVIe siècle à l'Université Paris-Nanterre. 
En 1993, Antoine Gallimard lui confie la direction de l'édition des Œuvres complètes de Ronsard pour la bibliothèque de la Pléiade, en collaboration avec Jean Céard et Michel Simonin.
Son Introduction à la vie littéraire au XVIe siècle (Paris, Bordas, 1991) reste encore aujourd'hui un ouvrage de référence dans ce domaine.

## Publications (liste non exhaustive)

### Édition critique
- Ronsard, Œuvres complètes, avec Jean Céard et Michel Simonin, Paris, Gallimard, coll. « Bibliothèque de la Pléiade », tome I, 1993  (ISBN 9782070112791), tome II, 1994. (ISBN 9782070113378)

### Critique littéraire
- D'Homère à Cervantès, Paris, Les Belles Lettres, 2009, 288 pp. (ISBN 9782251443737)
- La Renaissance et le détachement, Paris, Classiques Garnier, 2011, 241 pp.  (ISBN 9782812402142)
- L'ange et l'ambassadeur : diplomatie et théologie à la Renaissance, Paris, Classiques Garnier, 2013, 268 pp. (ISBN 9782812409578)
- L'Aventure pastorale, Paris, Les Belles Lettres, 2017, 288 pp.  (ISBN 978-2-251-44734-6)

### Biographies
- Ronsard : le roi, le poète et les hommes, Genève, Droz, 1979, 386 pp.  (ISBN 9782600030816)
- Erasme, biographie, Paris, Desclée de Brouwer,  2003, 181 pp. (ISBN 9782220052762)

### Histoire générale / Histoire de la Renaissance
- La Renaissance et le rire, Paris, Presses universitaires de France, coll. « Perspectives littéraires », 1995, 235 pp.  (ISBN 9782130468523)
- L'écriture de l'histoire, Genève, Droz, 2001, 191 pp. (OCLC 716844497)
- Diplomatie et théologie à la Renaissance, Paris, Presses universitaires de France, 2001, 224 pp. (ISBN 9782130509752)
- La Renaissance et la nuit, Genève, Droz, 2005, 270 pp.  (ISBN 9782600009904)

### Ouvrages à visée pédagogique
- Rabelais en toutes lettres, Paris, Bordas, 1989  (ISBN 9782040181628)
- Introduction à la vie littéraire du XVIe siècle, Paris, Bordas, 1991, 202 pp.  (ISBN 9782040156688)
- Anthologie de la poésie française : Moyen Âge, XVIe siècle, XVIIe siècle, avec Jean-Pierre Chauveau et Gérard Gros, Paris, Gallimard, 2000 1586 pp. (ISBN 9782070113842)
- Lexique des termes littéraires, collectif (Michel Jarrety, Michèle Aquien, Dominique Boutet, Emmanuel Bury, Pierre Frantz, Gilles Philippe, Yves Vadé), Paris, Librairie générale française, 2013, 475 pp.  (ISBN 9782253067450)

### Essais
- Chronique vénitienne, Paris, Cerf, 2009, 159 pp.  (ISBN 9782204088534)
- Le Roman de la bibliothèque, Paris, Les Belles Lettres, 2014, 332 pp.  (ISBN 9782251445038)
- Convalescences. La littérature au repos, Paris, Les Belles Lettres, 2020, 222 pp.